# Jama'are
Cet article concerne la zone de gouvernement local au Nigeria. Pour la rivière au Nigéria, voir Jama'are (rivière).
Jama'are est une zone de gouvernement local de l'État de Bauchi au Nigeria.
C'est également un émirat fondé en 1811 par Muhammadu Wabi Ier, et reconnu en 1835 par le sultan de Sokoto. L'émir de Jamaare Muhammadu Wabi II s'est soumis aux Britanniques après la chute de la ville de Kano à ces derniers en 1903.

## Source
- (en) Cet article est partiellement ou en totalité issu de l’article de Wikipédia en anglais intitulé « Jama'are » (voir la liste des auteurs).